# 仙台徳洲会病院駐車場内殺人・死体遺棄事件
仙台徳洲会病院駐車場内殺人・死体遺棄事件（せんだいとくしゅうかいびょういんちゅうしゃじょうないさつじん・したいいきじけん）とは、2012年（平成24年）4月24日に宮城県仙台市泉区にて発生した殺人・死体遺棄事件である。
現在でも被疑者は検挙されておらず、未解決事件となっている。

## 概要
2012年4月24日午後2時頃、仙台市泉区の仙台徳洲会病院の駐車場内に駐車されていた軽乗用車から火災発生の通報があった。
火災はすぐに消し止められたが、後部座席から高齢の男性の遺体が発見されたことで事件が発覚。車内から身分証明書の入った財布が見つかり、現場から20km離れた仙台市太白区に住む男性（当時60歳）と判明した。

## 事件の詳細
- 被害者は現場となった病院への通院歴はなく、何者かに殺害された後に駐車場内へ運ばれたと断定された。
- また司法解剖では、前日に食べていたと思われる、消化しきっていない食品が胃の中に入っていたことから、23日までは生きていたと推測された[4]。
- 被害者の顔などに痣などがあったことから、幾度に渡って鈍器のようなもので暴行を受けたせいで首が圧迫され、死亡したとみられている[5][6]。
- 被害者は後部座席の足元部分に左半身を下にして横たわった状態で発見された[5]。
- 被害者は23日から行方不明となっており、駐車場までの足取りが未だに判明していない[7]。

### 車の状況
- 助手席と後部座席の左右の窓には、外から車内が見えないよう新聞紙がテープで貼られており、新聞紙の一部が燃えたものが車内に散らばっていた。
- また、車内からは灯油が入った容器が見つかっており、後部座席には灯油を撒いた跡と見られるものがあったことから、被害者を殺害後に証拠隠滅を図ろうとしていたとみられている[7]。
- 車の鍵は差し込まれたままとなっており、ドアには鍵がかけられていなかった[5]。
- 駐車場は有料制となっており、入庫時間が刻印された駐車券が発行されるはずだが、見つかっていない（焼失したか持ち去られたかは不明）[8]。警備員の証言によると、車が入ったのは遺体発見直前の24日午後1時50分頃だった。
- 発見時、車のガソリンの残りは少量しか入っていなかった。被害者には少しずつ給油する習慣があったことから、元からガソリンが少なかったとみられており、犯人の移動距離が限られることから、殺害場所は発見現場の近くと推測されている[9]。

## 被害者の動向
- 被害者は23日の昼頃、宮城県名取市のコンビニの駐車場で同居人女性（当時59歳）と弁当を食べ、午後1時頃に太白区内にあるパチンコ店で別れた。
- 近くのコンビニの防犯カメラには、軽乗用車を運転していた被害者の姿が映っており、自宅方面へと向かっていたが、その後の足取りは不明となっている[要出典]。
- 予定していた23日夕方までに帰宅しなかったことから、24日昼頃に同居人の女性が警察に相談をしていた。
- 泉警察署は、定期的に情報提供の呼びかけを行っている[10][11][12][2][3]。